# Nolita
Nolita, a volte scritto NoLita (Nord di Little Italy), è un quartiere nel borough di Manhattan a New York. Nolita confina a nord con Houston Street, a est con Bowery, a sud con Broome Street, e a ovest da Lafayette Street. Si trova ad est di SoHo, sud di NoHo, ovest di Lower East Side, e nord di Little Italy e Chinatown.
Il quartiere è stato a lungo accreditato come parte di "Little Italy" e, sebbene se ne consideri ancora parte, la zona ha perso un po' del suo riconoscibile carattere Italiano negli ultimi decenni a causa della migrazione di Italo-Americani al di fuori di Manhattan. Negli ultimi anni nel quartiere è nata una Little Australia.
Nella seconda metà degli anni '90, il quartiere ha visto un afflusso di Yuppie e una esplosione di boutique costose, ristoranti e bar alla moda. Dopo il tentativo fallito di promuovere il quartiere come parte di SoHo, gli agenti immobiliari hanno proposto differenti nomi per questo nuovo quartiere alla moda. Il nome che si è distinto, come documentato in un articolo del 5 maggio 1996 nel New York Times City Section, dove si discutevano i soprannomi del quartiere, è stato Nolita, un'abbreviazione per North of Little Italy. Questo nome segue il modello parola macedonia iniziato da SoHo (South of Houston Street) e TriBeCa (Triangle Below Canal Street).
Il quartiere include la vecchia cattedrale di San Patrizio, all'angolo tra Mott e Prince Street, che è stata aperta nel 1815 e ricostruita nel 1868 dopo un incendio.